# پلنگ‌گربه‌ها
پلنگ‌گربه‌ها (نام علمی: Pardofelis) نام یک سرده از زیرخانواده گربه‌ایان کوچک است.